# Kościół św. Wojciecha w Lewkowie
Kościół św. Wojciecha w Lewkowie – rzymskokatolicki kościół parafialny zlokalizowany w centrum miejscowości Lewków (powiat ostrowski, województwo wielkopolskie). Stanowi siedzibę parafii św. Wojciecha. 

## Historia
Parafię we wsi erygowano prawdopodobnie w XIII–XIV wieku. Wzniesiono wówczas pierwszy kościół drewniany (na pewno istniał on w 1520, nosił wezwanie św. Zofii i był ufundowany przez lokalnego dziedzica, A. Koźmińskiego). Dokładne dane dotyczące parafii można wiarygodnie analizować dopiero od 1800. 
Pierwotnie stał w miejscu dzisiejszej świątyni drugi drewniany kościół z 1710. Eklektyczny, obecny obiekt wzniesiono w latach 1844–1846. Fundatorką była szlachcianka, Salomea z Obiezierskich oraz jej wnuk, Wojciech Lipski. W latach 1898–1900 wykonano polichromie w prezbiterium, stiukowe okładziny ścian i tabernakulum z marmuru (zniszczone przez Niemców w czasie II wojny światowej i potem odbudowane). W 1950 świątynia otrzymała trzy dzwony, a w latach 1949–1953 nowe tynki oraz elektryczność. W 1960 i 1976 odmalowano go, a gruntowną restaurację przeprowadzono w latach 1991–1992.

## Architektura i wyposażenie
Jednonawowa świątynia jest zbudowana na planie prostokąta. Ma wtopioną w bryłę kwadratową wieżą ze pinaklami na narożach.
Wnętrze kościoła wykonane jest w stylu neorenesansowym i pochodzi z lat 1871–1872. W ołtarzu głównym wisi kopia obrazu św. Marii Samotrzeciej ze św. Janem autorstwa Murilla (Luwr). Namalował ją Leon Kapliński. Cenny jest również obraz św. Barbary. Żelazna, kuta krata w kruchcie ma ornamentykę w stylu regencji i datę 1732, jak również inicjały Katarzyny Pawłowskiej, ksieni ołobockiej. Kupiono ją w 1817 z konwentu cysterskiego w niedalekim Ołoboku. Na wyposażeniu znajduje się kamienna chrzcielnica. W tylnej części wiszą obrazy Męczeństwo św. Sebastiana (szkoła włoska, XVII wiek) i Adoracja Matki Bożej przez św. Zofię z trzema córkami (pierwsza połowa XVII wieku).

## Otoczenie
Przy kościele wznosi się kaplica grobowa Lipskich, pochodząca z końca XIX wieku. W 1970 umieszczono na niej tablicę pamiątkową ku czci Wojciecha Lipskiego, który był polskim działaczem narodowym i gospodarczym. Ponadto znajdują się tu groby lokalnych proboszczów oraz symboliczna mogiła Szymona Sadowskiego, powstańca listopadowego, wiarusa Wojciecha Lipskiego, zniszczona przez Niemców i odbudowana w 2020. W otoczeniu kościoła rosną dęby o obwodach pni ponad 580 cm.

## Galeria

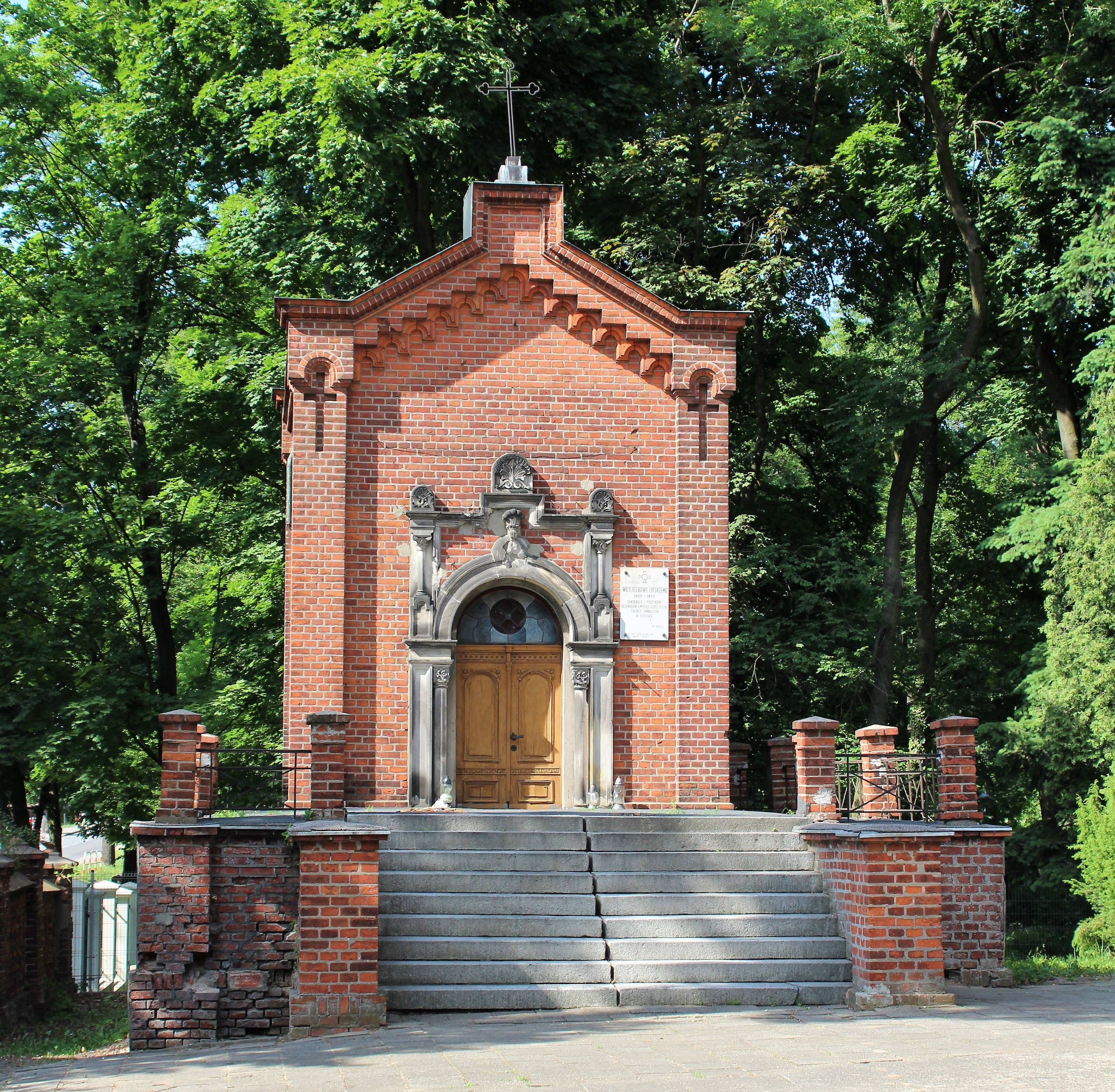
Kaplica Lipskich
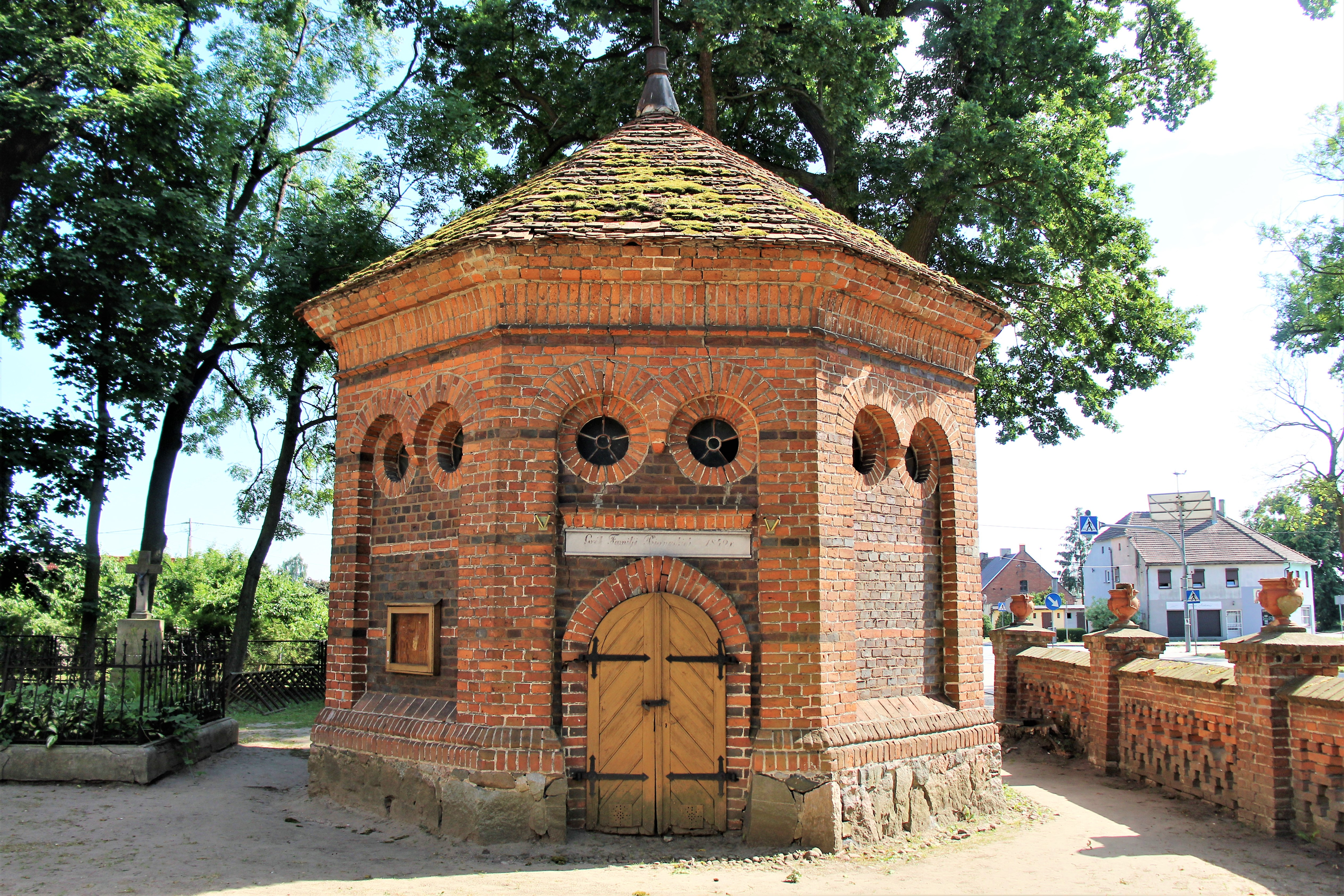
Kaplica Biernackich
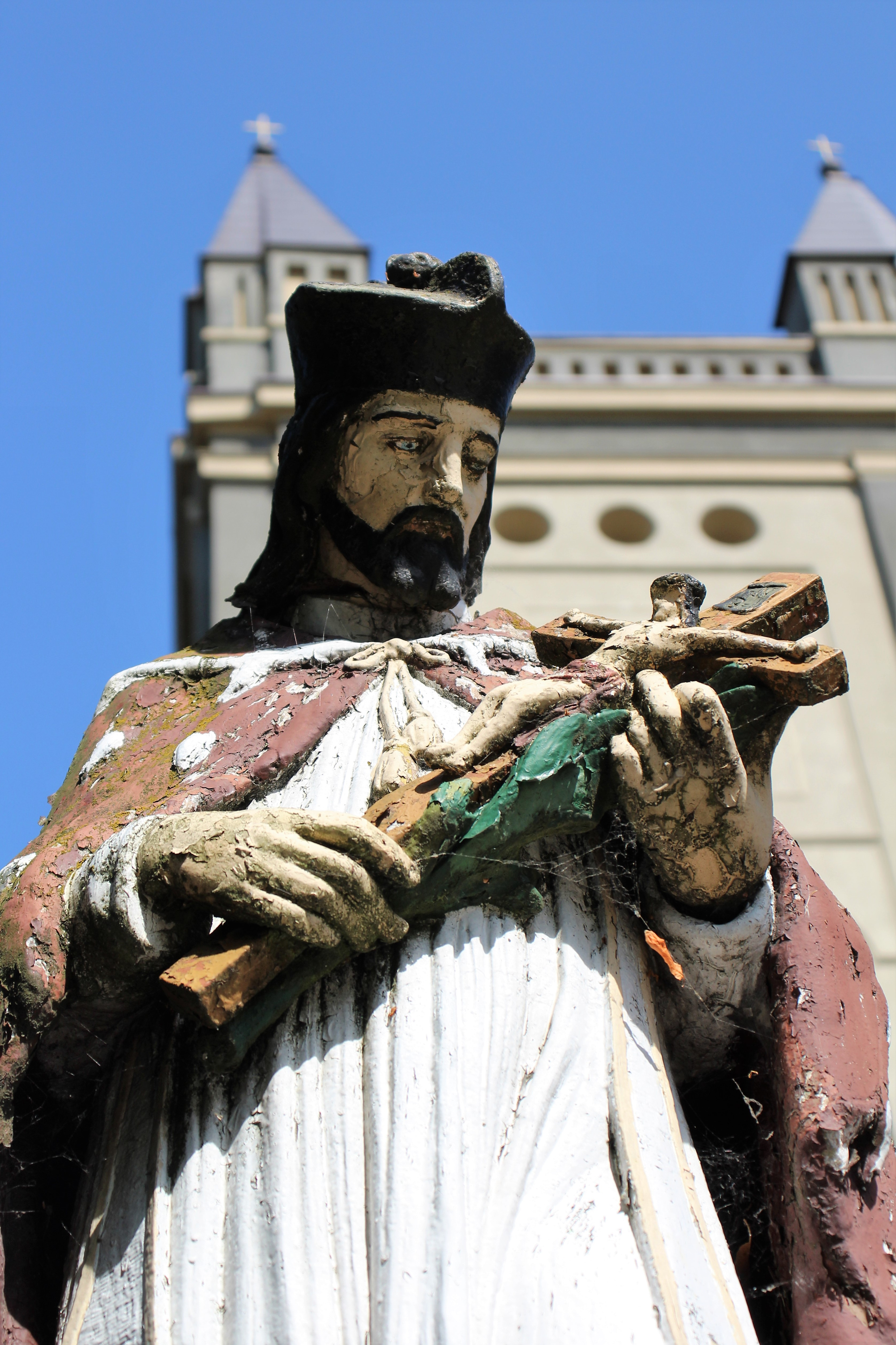
Jedna z rzeźb bramnych
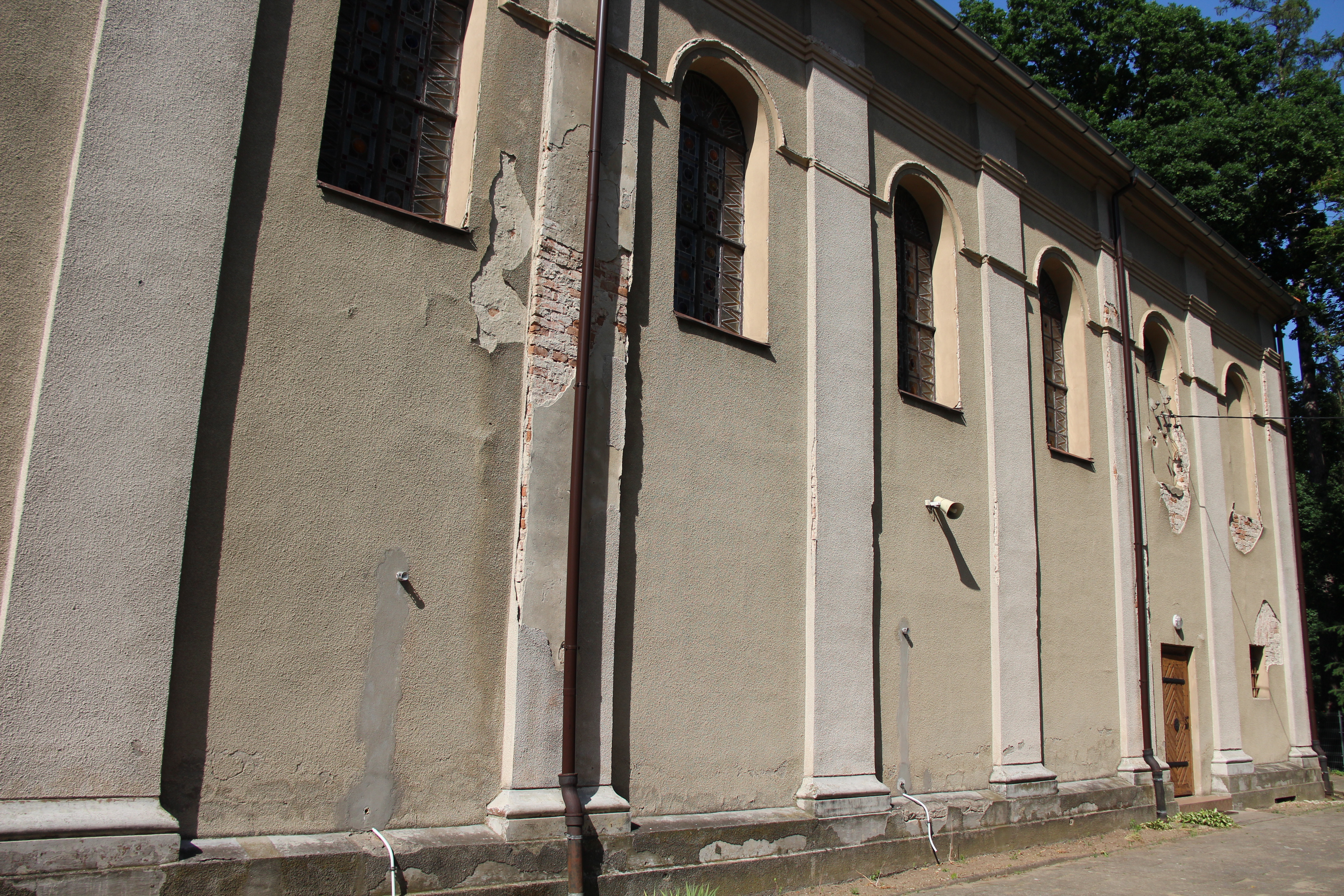
Elewacja boczna